# Bad Elster
Bad Elster (en allemand : /baːt ˈɛlstɐ/, ? Écouter [Fiche]) est une ville de Saxe (Allemagne), située dans l'arrondissement du Vogtland, dans le district de Chemnitz.

## Géographie
Bad Elster est située sur l'Elster Blanche, à 25 km au sud-sud-est de Plauen, à 25 km au nord-ouest de Cheb et à 79 km au sud-ouest de Chemnitz.

## Personnalités liées à la ville
- Heinz Wossipiwo (1951-), sauteur à ski né à Sohl.
- Klaus Ostwald (1956-), sauteur à ski né à Bad Elster.

## Jumelage
- Bad Waldsee (Allemagne) depuis 1990